# Cappuccino

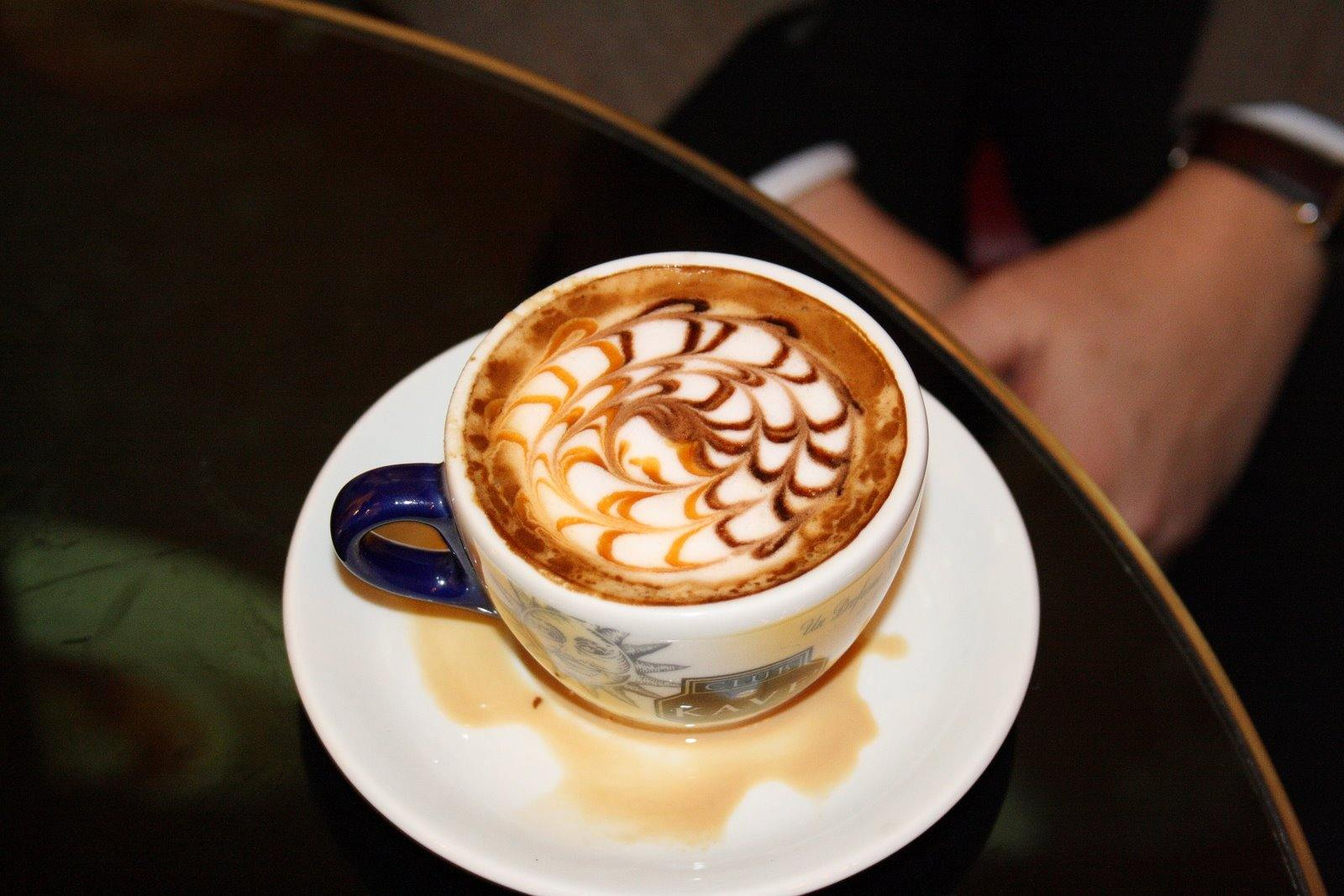
Soutěžní kapučíno na večírku Coffee Right v Brně

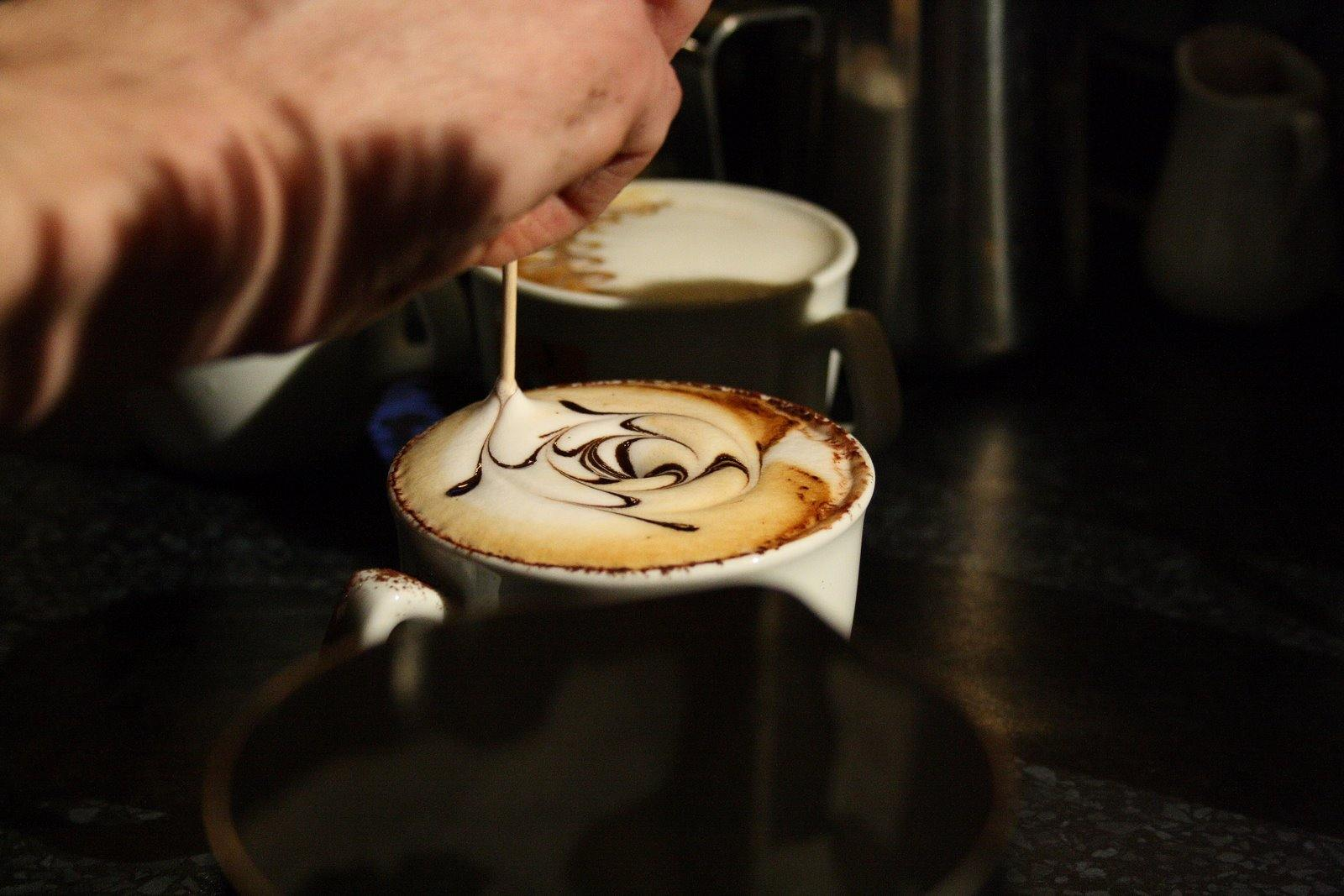
Tvorba latté artu na kapučínu

Kapučíno (italsky cappuccino) je původem italský kávový nápoj, který se skládá z ⅓ espressa (20–30 ml), ⅓ mléka a ⅓ mléčné pěny. Cappuccino se podává v širších porcelánových šálcích.

## Příprava
Do nahřátého šálku na cappuccino je potřeba připravit espresso a v nerezové konvičce našlehat pěnu pomocí trysky horké páry. Pěna, přesněji mikropěna, je vytvořena tak, že do horkého mléka je vypuštěna horká pára pod tlakem vzduchu. Konečná teplota mléka by neměla přesáhnout cca 70 °C.[zdroj?] Mléko s mléčnou pěnou se nalije do šálku espressa tak, aby pěna dosahovala po horní okraj šálku (cca 1/3 espressa, 1/3 mléka a 1/3 mléčné pěny).[zdroj?] Nalitím mléka lze v kávě kreslit obrázky zvané latte art. Teplota nápoje by měla být taková, aby se cappuccino dalo ihned po přípravě vypít. Cappuccino se nesype skořicí, protože ta přebíjí chuť kávy. Cappuccino z plnotučného mléka je krémovější a chutnější.
Dnes se stále častěji můžeme setkat s novým trendem v přípravě cappuccina a tím je 150–180 ml šálek se 30 ml espressa doplněný o mikropěnu. Stírá se tím tedy klasické třetinové dělení (mléko, pěna, espresso).
Technika latte art je velice populární.[zdroj?] Často se ještě zdobí kakaovým sirupem nebo kakaem a obrázky se dotváří pomocí tyčinky nebo špejle. Toto zdobení lze podobně využít i při přípravě jiných nápojů z kávy.

## Historie
Jméno nápoje pochází z hnědého kapucínského obleku (sutany).
Stroj používaný k výrobě cappuccina byl vynalezen v Itálii, první patent byl vyroben Luigim Bezzerem v roce 1901.
Nápoj byl používán v Itálii od počátku 20. století a stal se populární v době po druhé světové válce, tlakové espresso stroje se staly postupně běžnou výbavou kaváren a restaurací. Cappuccino ve své současné podobě vzniklo kolem roku 1950.